# Arroyo Sarandí (Flores)
El arroyo Sarandí es un curso de agua uruguayo que atraviesa el departamento de Flores perteneciente a la cuenca hidrográfica del Río de la Plata.
Nace en la cuchilla Grande Inferior y desemboca en el río Yí tras recorrer alrededor de 39 km.